# Albatrellus congoensis
Albatrellus congoensis är en svampart som beskrevs av Ryvarden 2000. Albatrellus congoensis ingår i släktet Albatrellus och familjen Albatrellaceae.   Inga underarter finns listade i Catalogue of Life.